# Gūnjīk
Gūnjīk (persiska: گونجیک, Gonjīk) är en ort i Iran.   Den ligger i provinsen Östazarbaijan, i den nordvästra delen av landet, 500 km nordväst om huvudstaden Teheran. Gūnjīk ligger 1 394 meter över havet och antalet invånare är 751.
Terrängen runt Gūnjīk är varierad.Runt Gūnjīk är det ganska glesbefolkat, med 27 invånare per kvadratkilometer. Närmaste större samhälle är Ahar, 12,8 km öster om Gūnjīk. Trakten runt Gūnjīk består i huvudsak av gräsmarker.